# 鏡山城
鏡山城（かがみやまじょう）は、広島県東広島市にあった日本の城（山城）。城跡は国の史跡に指定されている。

## 概要
文献での初見は寛正年間（1460～65）のものとされる小早川煕平宛の「細川勝元感状写」である。築城時期は発掘調査から南北朝時代頃とされる。
応仁の乱では安芸国内は東西に分かれて合戦を繰り返していた。そのためこの城も度々争奪戦の対象となり、安芸の旧守護の安芸武田氏や沼田小早川氏の攻撃を受けている。
時代が下り、大内義興の時代になってもこの城の重要性は変わらず、大内氏の安芸支配の重要拠点として機能していた。しかし出雲の尼子氏が安芸国に勢力を伸ばしてくると、1523年に鏡山城もその尼子氏当主・尼子経久率いる安芸国人衆の攻撃を受けることとなる。鏡山城主・蔵田房信は奮戦し、尼子軍は大きな損害を出した。尼子氏に従属していた毛利氏当主・毛利幸松丸の後見人である毛利元就は計略にて鏡山城を落城せしめ、蔵田房信は自害した。元就はこの戦いにおいてもその勇名を知らしめることとなった（鏡山城の戦い）。
1525年に大内氏は鏡山城を奪回した。しかし大内氏は杣城（曽場が城）や槌山城を築いて拠点を移したため、鏡山城はその役割を終えたと考えられている。
現在は城址公園として整備がなされており、崩れた石垣、井戸、土塁、竪堀等の遺構が残されている。